# J.League Cup 2021
Der J.League Cup 2021, offiziell aufgrund eines Sponsorenvertrages mit dem Gebäckhersteller Yamazaki Biscuits nach einer Marke desselben 2021 J.League YBC Levain Cup genannt, war die 29. Ausgabe des J.League Cup, des höchsten Fußball-Ligapokal-Wettbewerbs in Japan.

## Termine
| Runde           | Datum              | Bemerkung   |
| --------------- | ------------------ | ----------- |
| Gruppenphase    | 2./3. März 2021    | 1. Spieltag |
| Gruppenphase    | 27./28. März 2021  | 2. Spieltag |
| Gruppenphase    | 20./21. April 2021 | 3. Spieltag |
| Gruppenphase    | 28. April 2021     | 4. Spieltag |
| Gruppenphase    | 5. Mai 2021        | 5. Spieltag |
| Gruppenphase    | 19. Mai 2021       | 6. Spieltag |
| Play-off-Spiele | 2./5./6. Juni 2021 | Hinspiele   |
| Play-off-Spiele | 6./13. Juni 2021   | Rückspiele  |
| Viertelfinale   | 1. September 2021  | Hinspiele   |
| Viertelfinale   | 5. September 2021  | Rückspiele  |
| Halbfinale      | 6. Oktober 2021    | Hinspiele   |
| Halbfinale      | 10. Oktober 2021   | Rückspiele  |
| Finale          | 30. Oktober 2021   |             |

## Spieler
| Verein                     | Spieler |
| -------------------------- | --- |
| Hokkaido Consadole Sapporo | Takanori Sugeno (5/0), Shunta Tanaka (8/1), Takahiro Yanagi (9/1), Daiki Suga (9/1), Akito Fukumori (6/0), Tomoki Takamine (9/0), Lucas Fernandes (8/1), Kazuki Fukai (4/1), Takurō Kaneko (8/0), Hiroki Miyazawa (5/0), Anderson Lopes (2/2), Yoshiaki Komai (7/0), Chanathip (2/0), Kim Min-tae (4/0), Kōki Ōtani (4/0), Tōya Nakamura (3/0), Gabriel (1/0), Takuma Arano (8/1), Ryōta Aoki (7/2), Hiromu Tanaka (3/0), Milan Tučić (1/0), Douglas Oliveira (9/3), Kojirō Nakano (1/0), Tsuyoshi Ogashiwa (4/0), Shinji Ono (5/0), Taika Nakashima (4/1), Jay (5/0), Daihachi Okamura (7/0) |
| Vegalta Sendai             | Yūma Obata (4/0), Kōji Hachisuka (6/0), Hisashi Appiah Tawiah (5/0), Rikiya Uehara (4/0), Yoshiki Matsushita (4/0), Shūhei Akasaki (2/0), Yasuhiro Hiraoka (1/0), Takayoshi Ishihara (3/0), Takuma Nishimura (2/0), Kyōhei Yoshino (2/0), Shingo Tomita (5/0), Shōgo Nakahara (6/0), Yūsuke Minagawa (6/1), Martinus (3/1), Stojišić (1/0), Simão Mate (6/0), Hayate Nagakura (4/0), Takumi Mase (6/0), Chihiro Katō (6/2), Jakub Słowik (1/0), Takumi Sasaki (5/2), Wataru Tanaka (2/0), Hayato Teruyama (4/0), Ryōma Kida (5/1), Foguinho (1/0), Issei Kato (1/0) |
| Kashima Antlers            | Kwoun Sun-tae (7/0), Kōki Anzai (2/0), Léo Silva (4/0), Daiki Sugioka (7/1), Ryōta Nagaki (6/0), Juan Alano (4/1), Shōma Doi (6/0), Everaldo (6/3), Ryūji Izumi (3/1), Ryōtarō Araki (7/2), Katsuya Nagato (5/0), Arthur Caíke (4/0), Ayase Ueda (4/2), Itsuki Someno (5/1), Kento Misao (7/0), Diego Pituca (7/0), Rikuto Hirose (7/1), Naoki Hayashi (8/1), Yasushi Endō (9/0), Naoki Sutō (2/0), Yūta Matsumura (8/1), Kōki Machida (3/0), Yūya Oki (3/0), Keigo Tsunemoto (7/0), Ikuma Sekigawa (7/0), Yū Funabashi (3/0), Kei Koizumi (5/0), Tomoya Inukai (6/0), Ryōhei Shirasaki (5/2) |
| Urawa Reds                 | Shūsaku Nishikawa (3/0), Tomoya Ugajin (8/0), Takuya Iwanami (11/0), Tomoaki Makino (11/1), Ryōsuke Yamanaka (7/0), Kasper Junker (6/4), Daigo Nishi (6/0), Yūki Mutō (3/0), Tatsuya Tanaka (10/0), Zion Suzuki (9/0), Ryōtarō Itō (4/0), Ken’yū Sugimoto (7/2), Takahiro Akimoto (10/0), Atsuki Itō (12/2), Yoshio Koizumi (8/1), Daiki Kaneko (5/0), Thomas Deng (3/0), Tomoaki Ōkubo (4/0), Yūki Abe (6/0), Kōya Yuruki (11/1), Alexander Scholz (4/0), Kai Shibato (8/0), Shinzō Kōroki (7/1), Ataru Esaka (4/1), Yūdai Fujiwara (2/0), Ryūya Fukushima (3/0), Hidetoshi Takeda (2/0), Yūichi Hirano (4/0), Takahiro Sekine (10/3), Kōta Kudō (1/0) |
| Kashiwa Reysol             | Taiyō Koga (3/1), Emerson Santos (2/0), Shunki Takahashi (3/1), Hidekazu Ōtani (1/0), Richardson (5/0), Cristiano (2/1), Ataru Esaka (3/0), Matheus Sávio (2/0), Kengo Kitazume (2/0), Yūta Someya (2/0), Kim Seung-gyu (1/0), Yūsuke Segawa (1/0), Hiroto Goya (5/1), Hiromu Mitsumaru (2/0), Masato Sasaki (5/0), Dodi (3/0), Pedro Raul (2/0), Naoki Kawaguchi (3/0), Takuma Ōminami (2/0), Keiya Shiihashi (5/0), Masatoshi Mihara (5/0), Angelotti (3/2), Ippey Shinozuka (5/0), Hayato Nakama (3/0), Mao Hosoya (5/0), Fumiya Unoki (1/0), Takuma Otake (3/0), Yūta Kamiya (3/0), Takumi Kamijima (5/0), Hayato Tanaka (3/0), Tatsuya Yamashita (1/0) |
| FC Tokyo                   | Tsuyoshi Kodama (3/0), Arthur Silva (5/0), Masato Morishige (6/0), Tsuyoshi Watanabe (7/1), Bruno Uvini (5/1), Ryōya Ogawa (3/0), Hirotaka Mita (11/1), Yōjirō Takahagi (10/1), Diego Oliveira (7/2), Keigo Higashi (9/1), Kensuke Nagai (10/2), Gō Hatano (8/0), Takuya Uchida (4/0), Adaílton (10/4), Manato Shinada (4/0), Leandro (7/2), Takuya Aoki (10/0), Takumi Nakamura (10/0), Ryōma Watanabe (3/0), Sōdai Hasukawa (7/0), Kyōsuke Tagawa (7/1), Jun’ya Suzuki (2/0), Makoto Okazaki (7/0), Shūto Abe (8/0), Joan Oumari (3/0), Rio Ōmori (4/0), Hotaka Nakamura (1/0), Kazuya Konno (2/0), Shūto Okaniwa (1/0), Taishi Brandon Nozawa (1/0), Leon Nozawa (2/0), Yūki Kajiura (1/0), Kojirō Yasuda (1/0), Shō Morita (1/0), Kashif Bangnagande (7/0) |
| Kawasaki Frontale          | Jung Sung-ryong (2/0), Kyōhei Noborizato (2/0), Jesiel (2/0), João Schmidt (2/1), Shintarō Kurumaya (1/0), Yasuto Wakizaka (2/0), Leandro Damião (2/1), Yū Kobayashi (2/0), Zain Issaka (1/0), Tatsuya Hasegawa (1/0), Kazuki Kozuka (1/0), Daiya Tōno (2/0), Kei Chinen (1/0), Kento Tachibanada (2/0), Ten Miyagi (2/0), Kazuya Yamamura (2/1), Shūto Tanabe (2/0), Akihiro Ienaga (2/1) |
| Yokohama F. Marinos        | Yōhei Takaoka (4/0), Shinnosuke Hatanaka (2/0), Theerathon (2/0), Takahiro Ōgihara (5/0), Élber (3/0), Takuya Kida (1/0), Léo Ceará (4/2), Marcos Júnior (5/0), Thiago Martins (4/0), Jun Amano (7/2), Makito Itō (6/0), Ryō Takano (4/0), Kōta Mizunuma (7/3), Yūki Sanetō (3/0), Yūji Kajikawa (4/0), Teruhito Nakagawa (5/4), Tomoki Iwata (7/1), Ryūta Koike (7/0), Kōta Watanabe (7/0), Ken Matsubara (3/0), Shunsuke Hirai (1/0), Takuya Wada (5/1), Ryōnosuke Kabayama (7/3), Takuto Minami (3/0), Daizen Maeda (4/0), Ado Onaiwu (7/3) |
| Yokohama FC                | Maguinho (4/0), Yūtarō Hakamata (4/0), Hideto Takahashi (2/0), Masakazu Tashiro (2/0), Tatsuki Seko (5/0), Takuya Matsuura (3/0), Kōsuke Saitō (2/0), Kléber (4/2), Shunsuke Nakamura (1/0), Kazuyoshi Miura (3/0), Keijirō Ogawa (3/0), Ryō Germain (4/1), Reo Yasunaga (4/0), Shō Itō (4/1), Eijirō Takeda (2/0), Yūta Minami (2/0), Masahiko Inoha (2/0), Akinori Ichikawa (2/0), Katsuya Iwatake (5/1), Yōta Maejima (4/0), Yūya Takagi (4/0), Han Ho-gang (3/0), Daiki Nakashio (4/0), Kōhei Tezuka (5/0), Ryūji Sugimoto (4/0), Riku Furuyado (3/0), Yūsuke Matsuo (3/0), Kazuma Watanabe (4/0), Yūji Rokutan (2/0) |
| Shonan Bellmare            | Hirokazu Ishihara (1/0), Kōki Tachi (4/0), Shōta Kobayashi (6/1), Takuya Okamoto (2/0), Tsukasa Umesaki (4/0), Kazunari Ōno (6/0), Wellington (5/1), Naoki Yamada (1/0), Naoki Ishihara (6/0), Akimi Barada (6/0), Shūto Yamamoto (6/0), Yūki Ōhashi (3/0), Shō Hiramatsu (3/0), Shun’ya Mōri (7/0), Shintarō Nago (3/0), Kazuki Ōiwa (7/0), Daiki Tomii (8/0), Shun Nakamura (1/1), Taiga Hata (4/0), Masaki Ikeda (7/1), Taiyō Hiraoka (7/1), Hidetoshi Miyuki (4/0), Sōsuke Shibata (1/0), Satoshi Tanaka (6/0), Shūto Machino (3/0), Naoki Hara (4/0), Ryō Nemoto (3/1), Welinton Júnior (1/0), Oliveira (8/0), Ryō Takahashi (1/0) |
| Shimizu S-Pulse            | Yūgo Tatsuta (8/0), William Matheus (2/0), Valdo (7/0), Ryō Takeuchi (6/0), Eiichi Katayama (4/1), Hideki Ishige (1/0), Thiago Santana (2/1), Carlinhos Júnior (1/0), Katsuhiro Nakayama (4/1), Kōta Miyamoto (8/0), Yūsuke Gotō (7/0), Kenta Nishizawa (6/0), Yōsuke Kawai (8/0), Elsinho (5/0), Akira Silvano Disaro (8/1), Keita Nakamura (6/0), Ryō Okui (7/0), Yuito Suzuki (3/1), Kengo Nagai (8/0), Yūta Taki (3/0), Hiroshi Ibusuki (5/1), Naoya Fukumori (8/1), Shōta Kaneko (7/1), Yoshinori Suzuki (5/0) |
| Nagoya Grampus             | Langerak (5/0), Takuji Yonemoto (2/0), Shinnosuke Nakatani (5/0), Kazuki Nagasawa (5/0), Kazuya Miyahara (2/0), Yōichirō Kakitani (5/2), Gabriel Xavier (3/0), Yūki Sōma (4/0), Yasuki Kimoto (5/1), Shō Inagaki (5/4), Mateus (5/1), Ryōya Morishita (5/0), Manabu Saitō (1/0), Kim Min-tae (5/0), Yutaka Yoshida (5/0), Naoki Maeda (5/1), Shumpei Naruse (2/0), Jakub Świerczok (3/1), Mū Kanazaki (3/0) |
| Gamba Osaka                | Masaaki Higashiguchi (2/0), Gen Shōji (1/0), Hiroki Fujiharu (1/0), Genta Miura (2/0), Kōsuke Onose (2/0), Leandro Pereira (2/0), Shū Kurata (2/0), Yūji Ono (1/0), Shun'ya Suganuma (2/0), Yōsuke Ideguchi (2/0), Kōhei Okuno (1/0), Patric (2/0), Shin’ya Yajima (2/0), Keisuke Kurokawa (1/0), Kō Yanagisawa (2/0), Ryū Takao (1/0), Yūki Yamamoto (2/0), Hiroto Yamami (2/1), Takashi Usami (2/0) |
| Cerezo Osaka               | Riku Matsuda (4/0), Riki Harakawa (4/0), Naoyuki Fujita (2/1), Tiago (2/0), Hiroshi Kiyotake (2/0), Toshiyuki Takagi (1/0), Yūsuke Maruhashi (4/0), Ayumu Seko (3/0), Tatsuhiro Sakamoto (5/0), Jun Nishikawa (1/0), Hirotaka Tameda (1/0), Yoshito Ōkubo (5/0), Kim Jin-hyeon (5/0), Riki Matsuda (4/1), Takashi Inui (4/0), Kōji Toriumi (2/0), Hiroaki Okuno (3/0), Yūta Koike (1/0), Motohiko Nakajima (2/0), Mutsuki Katō (5/2), Hinata Kida (2/0), Yūta Toyokawa (1/0), Ryūya Nishio (5/0), Hiroto Yamada (5/2), Haruki Arai (2/0) |
| Vissel Kobe                | Daiya Maekawa (4/0), Yūki Kobayashi (8/0), Hotaru Yamaguchi (8/1), Sergi Samper (3/0), Yūta Gōke (4/0), Andrés Iniesta (4/1), Noriaki Fujimoto (6/0), Takuya Yasui (6/0), Ryūho Kikuchi (4/0), Hiroki Iikura (3/0), Ryō Hatsuse (8/0), Shion Inoue (3/0), Jun’ya Tanaka (1/1), Daiju Sasaki (7/0), Tetsushi Yamakawa (1/0), Gōtoku Sakai (7/0), Leo Ōsaki (7/0), Nagisa Sakurauchi (5/0), Tatsunori Sakurai (6/0), Lincoln (5/0), Yūya Nakasaka (3/1), Ryōtarō Hironaga (1/0), Asahi Masuyama (6/1), Ayub Masika (5/2), Yūtarō Oda (4/0), Douglas (3/2) |
| Sanfrecce Hiroshima        | Takuto Hayashi (6/0), Yūki Nogami (1/0), Akira Ibayashi (5/0), Hayato Araki (2/0), Toshihiro Aoyama (1/0), Hayao Kawabe (2/0), Douglas Vieira (2/0), Tsukasa Morishima (5/0), Ezequiel (5/0), Tomoya Fujii (5/0), Kōhei Shimizu (3/0), Yoshifumi Kashiwa (6/0), Shō Sasaki (3/0), Ryō Nagai (1/0), Shun Ayukawa (6/1), Shunki Higashi (4/0), Yūsuke Chajima (6/0), Kōdai Dohi (2/0), Rhayner (4/0), Yūya Asano (3/0), Kōsei Shibasaki (5/0), Yūta Imazu (5/0), Júnior Santos (6/0), Yōichi Naganuma (6/1), Ryō Tanada (2/0) |
| Tokushima Vortis           | Taiki Tamukai (5/0), Dušan (2/0), Diego (2/0), Yūdai Konishi (6/0), Atsushi Kawata (6/1), Masaki Watai (5/0), Taisei Miyashiro (2/0), Joel Chima Fujita (5/0), Cacá (2/1), Takeru Kishimoto (2/0), Daisei Suzuki (5/0), Akihiro Satō (5/0), Yūki Kakita (2/0), Shōta Fukuoka (1/0), Seiya Fujita (6/0), Tokuma Suzuki (5/0), Kazuki Nishiya (3/0), Takashi Abe (6/0), Noriki Fuke (3/0), Wadi Ibrahim Suzuki (1/0), Tōru Hasegawa (6/0), Shiryū Fujiwara (4/0), Chie Edoojon Kawakami (1/0), Akira Hamashita (5/1), Cristian Battocchio (2/0), Kōki Sugimori (4/0) |
| Avispa Fukuoka             | Masato Yuzawa (6/0), Emil Salomonsson (2/0), Carlos Gutiérrez (5/1), Daiki Miya (5/0), Hiroyuki Mae (3/0), Takuya Shigehiro (3/0), Juanma Delgado (3/1), Hisashi Jōgo (5/3), Yūya Yamagishi (3/0), Takaaki Shichi (1/0), Jordy Croux (1/1), Cauê (6/0), Daisuke Ishizu (4/1), Daiki Watari (4/0), Sōtan Tanabe (3/0), Kennedy Egbus Mikuni (2/1), Takumi Yamanoi (1/0), Naoki Wako (5/0), Rikihiro Sugiyama (1/0), Kaito Kuwahara (2/0), Yūji Kitajima (6/0), Bruno Mendes (1/0), Masakazu Yoshioka (6/0), John Mary (2/2), Douglas Grolli (2/0), Takeshi Kanamori (3/0), Takumi Nagaishi (4/0), Kimiya Moriyama (2/0) |
| Sagan Tosu                 | Tatsuya Morita (6/0), Toshio Shimakawa (3/0), Yūto Uchida (3/0), Yoshihiro Nakano (2/0), Daichi Hayashi (1/1), Keita Yamashita (4/0), Yūta Higuchi (2/0), Yōhei Toyoda (3/0), Yoshiki Takahashi (5/0), Noriyoshi Sakai (2/0), Ryō Wada (3/0), Kaisei Ishii (6/0), Tomoya Koyamatsu (2/0), Nanasei Iino (1/0), Ofoedu (4/1), Reoto Kodama (4/0), Ryūnosuke Sagara (6/0), Kōki Imakake (3/0), Masaya Tashiro (5/1), Ayumu Ōhata (4/0), Yōsuke Yuzawa (5/2), Dunga (4/0), Daisuke Matsumoto (6/0), Daiki Matsuoka (2/0), Taichi Fukui (4/0), Keiya Sentō (1/0), Shin’ya Nakano (2/0), Son Taiga (1/0), Ryang Yong-gi (1/0) |
| Oita Trinita               | Shun Takagi (2/0), Yūki Kagawa (3/0), Yūto Misao (1/0), Keisuke Saka (2/0), Kenta Fukumori (5/0), Yūki Kobayashi (2/0), Rei Matsumoto (2/0), Yamato Machida (2/0), Yūya Takazawa (6/1), Hokuto Shimoda (3/0), Kōhei Isa (2/0), Henrique Trevisan (3/0), Yūta Koide (4/0), Arata Watanabe (3/0), Kenta Inoue (4/0), Kazuki Fujimoto (5/1), Katsunori Ueebisu (1/0), Shun Nagasawa (2/1), William Popp (4/0), Kaoru Takayama (3/0), Seigō Kobayashi (2/0), Hayato Kurosaki (4/0), Pereira (1/0), Keita Takahata (4/0), Yūshi Hasegawa (5/0), Ryōsuke Tone (4/0), Masaki Yumiba (4/1), Shin’ya Utsumoto (1/0), Kento Haneda (4/0), Yūsei Yashiki (5/0) |

## Ergebnisse

### Gruppenphase

#### Gruppe A
| Pl. | Verein                     | Sp. | S | U | N | Tore    | Diff. | Punkte |
| --- | -------------------------- | --- | - | - | - | ------- | ----- | ------ |
| 1.  | Kashima Antlers            | 6   | 3 | 3 | 0 | 015:400 | +11   | 12     |
| 2.  | Hokkaido Consadole Sapporo | 6   | 3 | 2 | 1 | 011:800 | +3    | 11     |
| 3.  | Avispa Fukuoka             | 6   | 2 | 2 | 2 | 010:110 | −1    | 08     |
| 4.  | Sagan Tosu                 | 6   | 0 | 1 | 5 | 005:170 | −12   | 01     |

| Datum          |                            | Ergebnis |                            |
| -------------- | -------------------------- | -------- | -------------------------- |
| 3. März 2021   | Avispa Fukuoka             | 2:3      | Hokkaido Consadole Sapporo |
| 3. März 2021   | Kashima Antlers            | 3:0      | Sagan Tosu                 |
| 27. März 2021  | Sagan Tosu                 | 1:5      | Hokkaido Consadole Sapporo |
| 27. März 2021  | Avispa Fukuoka             | 1:5      | Kashima Antlers            |
| 20. April 2021 | Kashima Antlers            | 3:0      | Hokkaido Consadole Sapporo |
| 21. April 2021 | Sagan Tosu                 | 0:1      | Avispa Fukuoka             |
| 28. April 2021 | Hokkaido Consadole Sapporo | 1:1      | Avispa Fukuoka             |
| 28. April 2021 | Sagan Tosu                 | 2:2      | Kashima Antlers            |
| 5. Mai 2021    | Hokkaido Consadole Sapporo | 2:1      | Sagan Tosu                 |
| 5. Mai 2021    | Kashima Antlers            | 1:1      | Avispa Fukuoka             |
| 19. Mai 2021   | Hokkaido Consadole Sapporo | 0:0      | Kashima Antlers            |
| 19. Mai 2021   | Avispa Fukuoka             | 4:1      | Sagan Tosu                 |

#### Gruppe B
| Pl. | Verein           | Sp. | S | U | N | Tore    | Diff. | Punkte |
| --- | ---------------- | --- | - | - | - | ------- | ----- | ------ |
| 1.  | FC Tokyo         | 6   | 3 | 3 | 0 | 006:200 | +4    | 12     |
| 2.  | Vissel Kōbe      | 6   | 2 | 2 | 2 | 006:400 | +2    | 08     |
| 3.  | Ōita Trinita     | 6   | 1 | 3 | 2 | 004:110 | −7    | 06     |
| 4.  | Tokushima Vortis | 6   | 1 | 2 | 3 | 003:700 | −4    | 05     |

| Datum          |                  | Ergebnis |                  |
| -------------- | ---------------- | -------- | ---------------- |
| 2. März 2021   | Ōita Trinita     | 1:3      | Vissel Kōbe      |
| 3. März 2021   | FC Tokyo         | 1:0      | Tokushima Vortis |
| 27. März 2021  | Tokushima Vortis | 0:1      | Ōita Trinita     |
| 28. März 2021  | FC Tokyo         | 2:0      | Vissel Kōbe      |
| 21. April 2021 | Vissel Kōbe      | 0:1      | Tokushima Vortis |
| 21. April 2021 | Ōita Trinita     | 0:1      | FC Tokyo         |
| 28. April 2021 | Vissel Kōbe      | 0:0      | Ōita Trinita     |
| 28. April 2021 | Tokushima Vortis | 1:1      | FC Tokyo         |
| 5. Mai 2021    | Ōita Trinita     | 1:1      | Tokushima Vortis |
| 5. Mai 2021    | Vissel Kōbe      | 0:0      | FC Tokyo         |
| 19. Mai 2021   | FC Tokyo         | 1:1      | Ōita Trinita     |
| 19. Mai 2021   | Tokushima Vortis | 0:3      | Vissel Kōbe      |

#### Gruppe C
| Pl. | Verein             | Sp. | S | U | N | Tore    | Diff. | Punkte |
| --- | ------------------ | --- | - | - | - | ------- | ----- | ------ |
| 1.  | Urawa Red Diamonds | 6   | 2 | 3 | 1 | 007:500 | +2    | 09     |
| 2.  | Shonan Bellmare    | 6   | 1 | 5 | 0 | 004:300 | +1    | 08     |
| 3.  | Yokohama FC        | 6   | 2 | 1 | 3 | 005:600 | −1    | 07     |
| 4.  | Kashiwa Reysol     | 6   | 1 | 3 | 2 | 006:800 | −2    | 06     |

| Datum          |                    | Ergebnis |                    |
| -------------- | ------------------ | -------- | ------------------ |
| 2. März 2021   | Shonan Bellmare    | 0:0      | Urawa Red Diamonds |
| 3. März 2021   | Kashiwa Reysol     | 0:1      | Yokohama FC        |
| 27. März 2021  | Shonan Bellmare    | 1:0      | Yokohama FC        |
| 27. März 2021  | Urawa Red Diamonds | 0:1      | Kashiwa Reysol     |
| 21. April 2021 | Kashiwa Reysol     | 1:1      | Shonan Bellmare    |
| 21. April 2021 | Yokohama FC        | 1:2      | Urawa Red Diamonds |
| 28. April 2021 | Urawa Red Diamonds | 0:0      | Shonan Bellmare    |
| 28. April 2021 | Yokohama FC        | 2:0      | Kashiwa Reysol     |
| 5. Mai 2021    | Yokohama FC        | 1:1      | Shonan Bellmare    |
| 5. Mai 2021    | Kashiwa Reysol     | 3:3      | Urawa Red Diamonds |
| 19. Mai 2021   | Urawa Red Diamonds | 2:0      | Yokohama FC        |
| 19. Mai 2021   | Shonan Bellmare    | 1:1      | Kashiwa Reysol     |

#### Gruppe D
| Pl. | Verein              | Sp. | S | U | N | Tore    | Diff. | Punkte |
| --- | ------------------- | --- | - | - | - | ------- | ----- | ------ |
| 1.  | Yokohama F. Marinos | 6   | 4 | 2 | 0 | 017:400 | +13   | 14     |
| 2.  | Shimizu S-Pulse     | 6   | 2 | 2 | 2 | 007:800 | −1    | 08     |
| 3.  | Vegalta Sendai      | 6   | 2 | 0 | 4 | 007:110 | −4    | 06     |
| 4.  | Sanfrecce Hiroshima | 6   | 1 | 2 | 3 | 003:110 | −8    | 05     |

| Datum          |                     | Ergebnis |                     |
| -------------- | ------------------- | -------- | ------------------- |
| 3. März 2021   | Yokohama F. Marinos | 1:0      | Vegalta Sendai      |
| 3. März 2021   | Sanfrecce Hiroshima | 0:0      | Shimizu S-Pulse     |
| 27. März 2021  | Vegalta Sendai      | 0:1      | Shimizu S-Pulse     |
| 27. März 2021  | Yokohama F. Marinos | 5:0      | Sanfrecce Hiroshima |
| 21. April 2021 | Sanfrecce Hiroshima | 0:1      | Vegalta Sendai      |
| 21. April 2021 | Shimizu S-Pulse     | 0:0      | Yokohama F. Marinos |
| 28. April 2021 | Vegalta Sendai      | 2:5      | Yokohama F. Marinos |
| 28. April 2021 | Shimizu S-Pulse     | 1:2      | Sanfrecce Hiroshima |
| 5. Mai 2021    | Shimizu S-Pulse     | 4:1      | Vegalta Sendai      |
| 5. Mai 2021    | Sanfrecce Hiroshima | 1:1      | Yokohama F. Marinos |
| 19. Mai 2021   | Vegalta Sendai      | 3:0      | Sanfrecce Hiroshima |
| 19. Mai 2021   | Yokohama F. Marinos | 5:1      | Shimizu S-Pulse     |

### Play-off-Spiele
Die Play-off-Spiele fanden am 2./5. und 6. Juni 2021 (Hinspiele) sowie am 6. und 13. Juni 2021 (Rückspiele) statt.
|                            | Gesamt |                     | Hinspiel | Rückspiel |
| -------------------------- | ------ | ------------------- | -------- | --------- |
| Shimizu S-Pulse            | 1:3    | Kashima Antlers     | 0:1      | 1:2       |
| FC Tokyo                   | 4:2    | Shonan Bellmare     | 0:1      | 4:1       |
| Hokkaido Consadole Sapporo | 4:2    | Yokohama F. Marinos | 1:1      | 3:1       |
| Vissel Kobe                | 3:4    | Urawa Red Diamonds  | 1:2      | 2:2       |

### Viertelfinale
Die Viertelfinalespiele fanden am 1. September 2021 (Hinspiele) sowie am 5. September 2021 (Rückspiele) statt.
|                            | Gesamt |                   | Hinspiel | Rückspiel |
| -------------------------- | ------ | ----------------- | -------- | --------- |
| Hokkaido Consadole Sapporo | 2:3    | FC Tokyo          | 2:1      | 0:2       |
| Nagoya Grampus             | 4:0    | Kashima Antlers   | 2:0      | 2:0       |
| Cerezo Osaka               | 4:1    | Gamba Osaka       | 0:1      | 4:0       |
| Urawa Red Diamonds         | 4:4    | Kawasaki Frontale | 1:1      | 3:3       |

### Halbfinale
Die Halbfinalspiele fanden am 6. Oktober 2021 (Hinspiele) sowie am 10. Oktober 2021 (Rückspiele) statt.
|                    | Gesamt |              | Hinspiel | Rückspiel |
| ------------------ | ------ | ------------ | -------- | --------- |
| Nagoya Grampus     | 4:3    | FC Tokyo     | 3:1      | 1:2       |
| Urawa Red Diamonds | 1:2    | Cerezo Osaka | 1:1      | 0:1       |

### Finale
| Paarung        | Nagoya Grampus – Cerezo Osaka |
| Ergebnis       | 2:0 (0:0) |
| Datum          | 30. Oktober 2021 |
| Stadion        | Nationalstadion, Tokio |
| Zuschauer      | 17.933 |
| Schiedsrichter | Masaaki Toma |
| Tore           | 1:0 Naoki Maeda (47.) 2:0 Shō Inagaki (79.) |
| Nagoya Grampus | Mitchell Langerak – Shinnosuke Nakatani, Kazuya Miyahara, Yasuki Kimoto (81. Ryōya Morishita), Kim Min-tae, Yutaka Yoshida – Shō Inagaki, Yōichirō Kakitani (73. Jakub Świerczok) – Yūki Sōma (58. Kazuki Nagasawa), Mateus, Naoki Maeda (90. Manabu Saitō) Cheftrainer: Massimo Ficcadenti ( Italien) |
| Cerezo Osaka   | Kim Jin-hyeon – Riku Matsuda, Yūsuke Maruhashi, Ayumu Seko, Ryūya Nishio – Riki Harakawa, Tatsuhiro Sakamoto, Takashi Inui, Hiroaki Okuno (75. Yūta Toyokawa) – Mutsuki Katō (55. Yoshito Ōkubo), Hiroto Yamada (46. Hiroshi Kiyotake) Cheftrainer: Akio Kogiku                                        |